# Кучмін Іван Федорович
Іван Федорович Кучмін (1891, село Карпенки Саратовської губернії, тепер Саратовської області, Російська Федерація — розстріляний 20 вересня 1938, місто Москва, Російська Федерація) — радянський діяч, залізничник, військовий політпрацівник, начальник Політуправління Українського військового округу. Член ЦК КП(б)У в грудні 1925 — листопаді 1927 р. Член Організаційного бюро ЦК КП(б)У в грудні 1925 — листопаді 1927 р.

## Біографія
Народився у селянській родині переселенців із України. З семирічного віку наймитував у заможних селян. Закінчив церковно-приходське училище, склав екзамени на сільського вчителя. Вчителював у початкових класах сільської школи, але був звільнений як «політично ненадійний».
Член РСДРП(б) з 1912 року.
Служив у російській імператорській армії, учасник Першої світової війни. Вів революційну пропаганду серед солдат 13-го Заамурського прикордонного полку Румунського фронту, за що його арештовували у 1917 році. З 1917 року — заступник голови президії Військово-революційного комітету, голова партійного комітету 8-ї армії.
З 1918 року — в Червоній армії. У 1918 році — комісар з постачання 4-ї армії, начальник Політичного відділу 4-ї армії РСЧА. У 1919—1921 роках — начальник Політичного відділу 11-ї, 1-ї, 10-ї армій РСЧА. У 1921 році був начальником Політичного управління Збройних сил України і Криму. У серпні 1922 — серпні 1923 року — член Революційної військової ради Туркестанського фронту.
З 1923 року — помічник завідувача Обліково-розподільного відділу ЦК РКП(б).
У квітні 1924 — листопаді 1925 року — начальник Політичного управління Приволзького військового округу.
У 1925 — червні 1927 року — начальник Політичного управління Українського військового округу.
У 1927—1928 роках — голова виконавчого комітету Іркутської окружної ради РРФСР. У 1928—1929 роках — голова виконавчого комітету Сталінградської окружної ради РРФСР. З 1930 року — відповідальний секретар Сталінградського міського комітету ВКП(б).
З січня 1932 року — 1-й заступник голови виконавчого комітету Московської обласної ради.
31 липня 1933 — травень 1936 року — начальник політичного відділу Московсько-Казанської залізниці; начальник Московсько-Казанської залізниці.
14 травня — листопад 1936 року — начальник Ленінської залізниці.
У листопаді 1936 — вересні 1937 року — начальник Московсько-Курської залізниці імені Дзержинського.
23 вересня 1937 року заарештований органами НКВС. Розстріляний 20 вересня 1938 року, похований на кладовищі Бутово-Комунарка біля Москви. Посмертно реабілітований 10 березня 1956 року.

## Звання
- бригадний комісар

## Нагороди
- орден Леніна (4.04.1936)
- орден Червоного Прапора